# Nils Falk (militär)
Nils Falk,  född den 1 maj 1898 i Karlsborgs församling, Skaraborgs län, död den 2 december 1964 på Gullmarsbergs säteri, Skredsviks församling, Göteborgs och Bohus län, var en svensk militär och godsägare. 
Falk avlade studentexamen 1916 och officersexamen 1918. Han blev fänrik vid Skaraborgs regemente 1918, löjtnant där 1920 och kapten 1933, vid generalstaben 1936, vid Gotlands infanteriregemente 1938. Falk var förste adjutant hos chefen för försvarsstaben 1937–1938 och stabschef vid VII. militärbefälhavarstaben 1940–1943. Han befordrades till major vid generalstabskåren 1940, till överstelöjtnant där 1942, vid Livgrenadjärregementet 1943, och till överste på reservstat 1947. Falk blev riddare av Vasaorden 1939 och av Svärdsorden 1944.